# Carles Busquets
Carles Busquets Barroso (ur. 19 lipca 1967 w Badia del Vallés) – hiszpański piłkarz narodowości katalońskiej, grający na pozycji bramkarza. Obecnie jest trenerem bramkarzy w FC Barcelonie B. Jego syn Sergio Busquets, także jest piłkarzem, grał w zespole FC Barcelona.

## Życiorys
Busquets jest wychowankiem FC Barcelona. Grał w juniorskich i młodzieżowych drużynach tego klubu w niemal wszystkich kategoriach wiekowych. W latach 90. był członkiem słynnego „Dream Teamu” prowadzonego przez Johana Cruijffa. W pierwszej drużynie Barcelony grał w latach 1990–1999. Za czasów Cruijffa był przeważnie pełnił rolę rezerwowego. Był zmiennikiem Andoniego Zubizarrety. Z reguły występował wyłącznie w Pucharze Hiszpanii, gdy trener wystawiał rezerwowy skład. W przypadku kontuzji Zubizarrety zastępował go w Primera División i europejskich pucharach. W 1991 roku wystąpił w finale Pucharu Zdobywców Pucharów, w którym jego zespół przegrał 1:2 z Manchesterem United. Rok później w rozgrywkach Ligi Mistrzów nie zagrał ani razu, ale odebrał symboliczny medal za zwycięstwo „Barcy” 1:0 w finale z UC Sampdoria. Latem 1994 Zubizarreta opuścił zespół, odchodząc do Valencii CF. Jego miejsce zajął wówczas Busquets, który był pierwszym bramkarzem przez kolejne dwa sezony. W 1996 roku zdymisjonowanego Cruyffa zastąpił Bobby Robson. Busquets stracił wówczas miejsce w składzie, a jego miejsce zajął sprowadzony przez nowego trenera Portugalczyk Vítor Baía. Sytuacja ta nie zmieniła się również w sezonie 1997/1998, gdy nowym trenerem został Louis van Gaal. Latem 1998 Busquets został piłkarzem innego katalońskiego klubu – drugoligowego UE Lleida. Tam był podstawowym bramkarzem przez pięć sezonów. W 2003 roku, mając 36 lat, zakończył karierę zawodniczą.
Przed rozpoczęciem sezonu 2010/2011 został trenerem bramkarzy FC Barcelona.

## Sukcesy
- Międzynarodowe:
  - Puchar Europy: 1992.
  - Puchar Zdobywców Pucharów: 1997.
  - Superpuchar Europy: 1993.
- Krajowe:
  - 6 razy mistrzostwo Hiszpanii: 1991, 1992, 1993, 1994, 1997, 1998.
  - 2 razy Puchar Hiszpanii: 1989, 1996.
  - 4 razy Superpuchar Hiszpanii: 1991, 1992, 1994, 1996